# AB Sanitas
Koordinaten: 54° 52′ 21,8″ N, 23° 53′ 16,5″ O

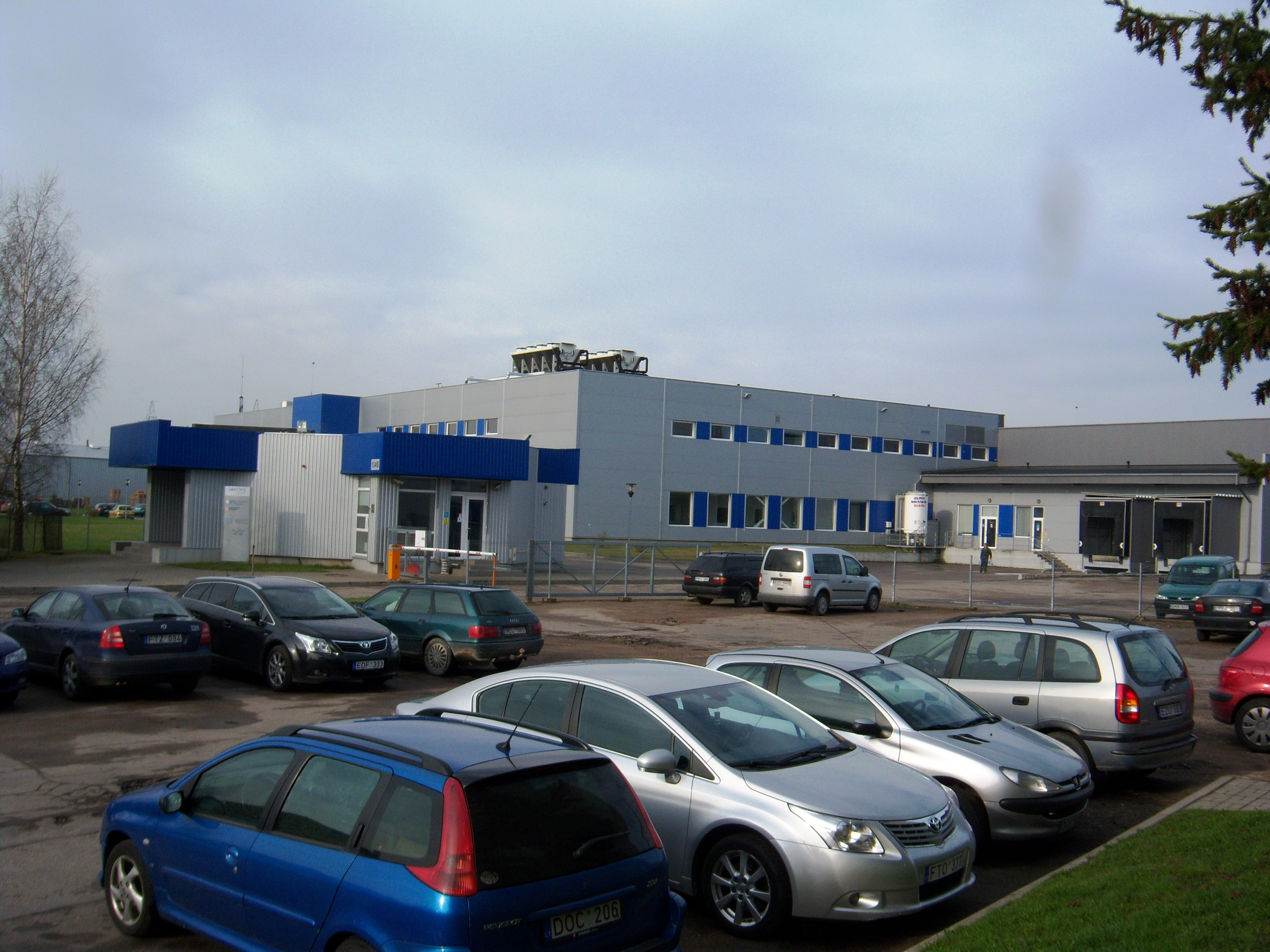

AB Sanitas ist eines der ältesten und größten litauischen Pharmaunternehmen. Zurzeit produziert und vertreibt das Unternehmen nicht patentierte Arzneimittel – Injektionsmittel, Tabletten, Kapseln, Augentropfen.

## Geschichte
- 1922 wurde durch  AB „Sanitas“ (AG) ein pharmazeutisches Laboratorium zur Herstellung von Kosmetikprodukten in Kaunas gegründet.
- 1994 wurde das Unternehmen „Sanitas“ privatisiert und seine Aktien wurden an der Nationalen Wertpapierbörse zur Notierung zugelassen.
- Im Mai 2004 erwarb „Sanitas“ den litauischen Arzneimittelhersteller – AB „Endokrininiai preparatai“.
- Am 21. November 2005 wurden die Aktien von AB „Sanitas“ in einer öffentlichen Liste an der Wertpapierbörse „OMX Vilnius“ notiert.
- 2006 erwarb „Sanitas“ die polnische Gesellschaft „Jelfa“, die in die Gruppe von „Sanitas“ integriert wurde. Das Sortiment wurde damit durch mehr als hundert neue Produkte ergänzt.
- 2005 wurden Tochterunternehmen in Ungarn und Bulgarien, und im Jahre 2007 in Tschechien und der Slowakei gegründet.
- Im September 2008 wurde ein neues Werk in Kaunas eröffnet.
- Im Dezember 2008 erwarb „Sanitas“ die in Polen registrierte Gesellschaft „Homeofarm“.
- Im August 2011 erwarb die kanadische Firma Valeant Pharmaceuticals International das Kontrollpaket der Aktien (99,4 Prozent) der Gruppe „Sanitas“.

## Produktion
Die Produktionskapazitäten von „Sanitas“ ermöglichten die Herstellung von verschiedenen Arzneiformen – Tabletten, Kapseln, Ampullen, Augentropfen und gefüllten Einwegspritzen. Produziert wird nach dem EU-GMP-Leitfaden für Human- und Tierarzneimittel.
„Sanitas“ produzierte etwa 50 verschiedene Produkte. Die Liste der in Litauen verkauften Arzneimittel besteht aus: „Neocitramonas“, „Paracetamolis Sanitas“, „Neoaskofenas“, „Ranitidinas Sanitas“, „Panogastin“, „Latalux“, „Ecriten“, „Eufilinas Sanitas“, „Askorbo rūgštis Sanitas“ (Ascorbinsäure), „Analginas Sanitas“, „Ketolgan“, „Alkostop“ und andere verschreibungspflichtige und nicht verschreibungspflichtige Medikamente.
Die ganze Produktion von Gruppe „Sanitas“ wurde nach den folgenden therapeutischen Bereichen unterteilt:
- Dermatologie (Hauterkrankungen, Förderung zur Pflege einer gesunden Haut, einschließlich Dermacosmetics);
- Arzneimittel für Krankenhäuser (Injektionsmittel für akute Krankheiten);
- Arzneimittel für das Verdauungssystem;
- Ophthalmologie (Augenpflege und ein gutes Sehvermögen);
- Urologie (Prostata- und altersbedingte Erkrankungen);
- Nicht verschreibungspflichtige Medikamente (Arzneimittel gegen Schmerzen und Entzündungen);
- Nahrungsergänzungsmittel (Vitamine etc.).